# Illyana Rasputin
Illyana Rasputin o Illyana Nikolievna Rasputin, è un personaggio dei fumetti creato da Chris Claremont (testi) e Dave Cockrum (disegni), pubblicato dalla Marvel Comics. Apparve per la prima volta nell'albo Giant-Size X-Men n. 1 (maggio 1975), mentre con lo pseudonimo di Magik esordì in New Mutants n. 14 (aprile 1984), per i testi di Chris Claremont e i disegni di Sal Buscema. Sorella minore dell'X-Man russo Colosso, ha fatto parte della prima formazione dei Nuovi Mutanti.

## Biografia del personaggio

### Origini
Illyana Rasputin nacque nel kolchoz di Ust-Ordynski, vicino al lago Bajkal, Siberia, nel cuore dell'Unione Sovietica, da Nikolai Rasputin e Alexandra Natalya Rasputina. Entrambi i fratelli maggiori di Illyana, Mikhail e Piotr divennero mutanti e per lungo tempo gli X-Men sospettarono che la ragazza, una volta entrata nella pubertà, avrebbe sviluppato i propri poteri.

### Limbo
All'età di sei anni venne rapita e portata negli Stati Uniti da Arcade che la utilizzò assieme ad altri ostaggi per convincere gli X-Men ad assisterlo nella sua battaglia contro il Dr. Destino. In breve tempo fu salvata e portata al sicuro alla Scuola Xavier, dove venne rapita da Belasco, signore del reame demoniaco conosciuto come Limbo. Una volta lì, la giovane venne istruita nell'arte della magia nera in modo da riuscire ad impadronirsi per conto di Belasco del potere degli Antichi, dei che governavano la Terra in passato. Belasco le insegnò anche a creare le Pietre di Sangue o Eliotropi (in alcune traduzioni italiane vengono chiamate anche ematiti) costituite dalla purezza e innocenza delle persone che donavano un eccezionale potere a chi le possedeva.
In segreto fu istruita da Tempesta che risiedeva in quella dimensione nell'uso della magia bianca, mentre Shadowcat l'addestrò nell'uso della spada e nel combattimento corpo-a-corpo. Grazie a tre delle cinque Pietre che era riuscito a creare con la purezza e l'innocenza di Illyana, Belasco era sempre più vicino alla conquista del potere degli Antichi in modo da estendere il proprio dominio in tutte le dimensioni; venuta a conoscenza dell'intento del suo maestro, Illyana decise di forgiare una Spada dell'Anima e conquistare il Limbo. Durante la battaglia che seguì la sua dichiarazione di guerra, Belasco venne sconfitto e bandito mentre Illyana salì al trono, chiamando il demone S'ym come suo servitore. Tornata a casa, una Illyana adolescente a causa del diverso scorrere del tempo fra il Limbo e la Terra, prese parte alla prima formazione dei Nuovi Mutanti.

### Inferno e morte
Ogni qual volta impugnava la Spada dell'Anima, una strana armatura avvolgeva il corpo di Illyana, donandole una forza sovrumana e una invulnerabilità simili a quelle del fratello Piotr. Durante la maxi-saga Inferno, il demone N'astirh la obbligò ad aprire un gigantesco portale tra la Terra e il Limbo in modo da permettere ai demoni d'invadere il pianeta. Grazie a questo uso massiccio di magia, i tratti fisici di Illyana mutarono facendola somigliare ad un demone, con tanto di corna e coda. Solo la sconfitta di S'ym e la fine dell'invasione della Terra permisero ad Illyana di ritornare umana e all'età che aveva quando fu rapita da Belasco. Tuttavia, il medaglione in cui erano custodite le Pietre non scomparve dalle mani della giovane, segno che almeno un legame con il Limbo era sopravvissuto. La Spada, rifiutata da Illyana, giunse fra le mani di Kitty Pryde, sua migliore amica.
La ragazza, che in quel momento si trovava in Inghilterra con la prima formazione di Excalibur, timorosa che l'oggetto facesse emergere il suo lato oscuro decise con l'aiuto di Rachel Summers e della forza Fenice di incastrarla nella roccia dove fu più tardi rinvenuta dal Dr. Destino. In ultimo, la Spada fu acquistata dalla strega Amanda Sefton, che assunto il nome di Magik, divenne la nuova signora del Limbo. Nel frattempo, Illyana tornò in Russia, dove visse un periodo tranquillo con i propri genitori prima che questi fossero uccisi dal governo. La ragazza tornò allora in America, dove visse per un po' con il fratello e gli altri X-Men. Non molto tempo dopo contrasse il virus Legacy e morì all'interno dell'Istituto Xavier. Incolpando se stesso per non essere riuscito a salvare la sorella, Colosso abbandonò gli X-Men e si unì agli Accoliti di Magneto, dopo averla seppellita in Siberia. Quando Bestia trovò finalmente una cura per il Legacy, Colosso sacrificò la propria vita per permettere che la cura potesse circolare per via aerea.

### Alla ricerca di Magik
Anni dopo, spodestata Amanda Sefton come regina del Limbo ed aver osservato che la sua prediletta era ritornata in vita durante House of M, Belasco pronuncia un incantesimo con il quale unire tutti i ricordi di Illyana presenti all'interno del regno demoniaco per formare un nuovo essere. Dai ricordi di Illyana nasce la Figlia delle Tenebra, parte demoniaca della giovane strega: insoddisfatto della sua creazione, Belasco la esilia in uno degli angoli più remoti del Limbo. Durante la mini-serie Alla ricerca di Magik, mentre la veggente Blindfold narra agli amici la storia della sfortunata Illyana, l'intero Xavier Institute viene risucchiato all'interno della dimensione demoniaca e i giovani mutanti separati dagli X-Men in carica. Soli e sperduti, i New X-Men sembrano essere facili prede, sennonché l'intervento di Illyana li salva dalla prima ondata di demoni.
Per riuscire a venire fuori da quella brutta situazione, Illyana chiede aiuto a Pixie. A dispetto degli avvertimenti degli amici, la giovane decide di fidarsi di Magik, ma durante un rituale qualcosa va storto e invece di essere creata una Spada dell'Anima completa, viene creata una Lama e l'anima della mutante contaminata dalla magia nera. Dopo alcune frettolose istruzioni, Pixie recita un incantesimo di teletrasporto e insieme ai suoi amici si ritrova al cospetto di Belasco, che uccide infilzandolo con la Lama. Quando a Magik viene chiesto il perché della scelta di Pixie come strumento della morte di Belasco, lei risponde che era la più pura all'interno del gruppo, e che nel Limbo la purezza è potere. Dopo aver ritrovato e rifiutato la proposta d'aiuto del fratello, Magik trasporta tutti sulla Terra e recuperato il trono, dichiara di volere riprendersi anche l'anima.

### Divisi resistiamo
Rintanata nel suo castello infernale, Illyana riporta alla memoria i ricordi di quando era ancora una bambina, prendendo la decisione di non utilizzare le Pietre di Sangue per recuperare la propria anima. Decide allora di tornare sulla Terra per riabbracciare il fratello e Kitty e recuperare la propria anima attraverso l'amore. Trovato, però, l'istituto ridotto in macerie e sentendosi sempre più triste ed arrabbiata, dichiara che l'affetto è inutile e si ripromette di reclamare la propria anima facendo soffrire coloro che le avevano donato solo dolore.

### X-Infernus

Magik. Disegni di David Finch.

Ancora nel Limbo, Illyana ed alcuni suoi sottoposti affrontano orde di demoni per raggiungere un santuario nel quale crede siano custodite la sua Spada e il medaglione; mentre Mefisto, Cuore Nero, Satannish, Dormammu ed Hela danno udienza a Witchfire figlia di Belasco che reclama per sé il regno infernale del padre. A San Francisco intanto, durante un allentamento, Pixie pugnala al cuore Nightcrawler con la sua Lama dell'anima facendo emergere dal petto di quest'ultimo la Spada di Illyana che, sentendone il richiamo, si materializza nella base degli X-Men per reclamarne il possesso. Sconfittili Illyana affronta Pixie: ripresasi l'arma dalle dita incoscienti della mutante, riacquista il suo aspetto umano anche se sente ancora la mancanza di qualcosa. Teleportatasi nel Limbo dopo aver rifiutato la proposta degli X-Men di aiutarla, Illyana si scontra e viene sconfitta da Witchfire che durante la sua assenza si era impossessata del reame infernale; nelle sue mani, ad Illyana viene strappato l'unico eliotropio di cui è in possesso.
Richiamata dal lamento di agonia della sua anima, Pixie e gli X-Men si dirigono al castello di Belasco dove la strega incanta Wolverine e Colosso obbligandoli a scontrarsi con i compagni e metterli fuori combattimento; nel frattempo Nightcrawler seguendo le istruzioni di Illyana la pugnala al petto facendone fuoriuscire la sua spada con la quale libera dall'incantesimo i due X-Men. Servendosi di Pixie, Witchfire forgia un nuovo eliotropio e completando la serie evoca gli antichi dei che dovrebbero aiutarla a prendere il controllo del consiglio infernale. Gli X-Men e Magik, ora liberi dagli incantesimi della strega, si battono con gli dei mentre Mercury riesce a recuperare il medaglione con le pietre dal collo di Witchfire. Assieme a Pixie, Magik riesce a far fallire l'invocazione divina causando un vuoto gravitazionale che risucchia gli dei, Witchfire ed il medaglione con gli eliotropi (uno dei quali ricavato dall'anima di Pixie) in un luogo sconosciuto. Alla fine, Illyana riporta l'intero gruppo alle Graymalkin Industries ed accetta la proposta di Ciclope di rimanere con gli X-Men.

### Utopia
Durante il crossover Utopia, Magik, seguendo il piano di Ciclope, arriva ad Alcatraz insieme agli X-Force e teletrasporta i prigionieri sull'asteroide M, in seguito teletrasporta anche gli X-Force, Namor, Emma Frost, Cloak e Dagger.

### Avengers vs X-Men
Schierata con gli X-Men, sarà una delle cinque fenici insieme ad Emma Frost, Ciclope, Colosso e Namor. Perderà i poteri durante una battaglia contro il fratello: i due, provocati da Spider-Man che aveva astutamente messo contro le due fenici, si scontreranno violentemente per poi rimanere senza sensi; tuttavia, siccome ogni volta che una fenice cade la sua essenza si riversa sulle altre fenici, Scott ed Emma incrementano i loro già impressionanti poteri diventano pari ai due quinti rispetto al normale. Magik fuggirà e si riunirà a Scott e Magneto alla conclusione dello scontro tra Avenger e X-men. I tre, assieme ad una rediviva Emma, fonderanno la Nuova Scuola per superumani Charles Xavier.

## Poteri e abilità

### Teletrasporto
La principale mutazione di Illyana consiste nella capacità di teletrasportare se stessa e gli altri attraverso lo spazio e le dimensioni. Ciò avviene mediante la creazione dei cosiddetti dischi di passaggio. Questi passaggi sono orientati verso la dimensione demoniaca del Limbo, che Illyana utilizza come dimensione di passaggio verso qualsiasi altra località. Non si sa se questo legame privilegiato con il Limbo sia dovuto alle esperienze della giovane, oppure se esso fosse predisposto fin dall'emergere della mutazione. Con il suo potere, Magik è stata capace di teletrasportarsi attraverso enormi distanze (per esempio da un continente ad un altro), e persino per distanze intergalattiche. Inoltre ha il potere di analizzare qualsiasi luogo del Limbo, per trasportare da laggiù, sulla terra, qualsiasi cosa desideri.
Infine, diversamente dagli altri teletrasportatori dell'Universo Marvel, Magik ha anche la capacità di spostarsi attraverso il tempo.

### Magia e Stregoneria
Il lungo periodo trascorso nel Limbo, al seguito di Belasco, o in contrasto con lui, ha donato ad Illyana una vasta conoscenza sulla stregoneria divenendo una potente strega, può creare sfere di energia magica, creare scudi magici, invocare demoni e dei e per vari periodi ha dominato la dimensione e tutti i suoi abitanti demoniaci. Viene mostrato, inoltre, che più Illyana fa uso della stregoneria, maggiormente snaturate, in senso demoniaco, appaiono le sue fattezze (crescita di corna, coda ecc.). I poteri di Magik, quando lei è nel Limbo, sono praticamente illimitati.

### Scudi mentali
Grazie alle influenze mistiche del Limbo e alla sua anima spezzettata, Illyana ha manifestato l'abilità di creare scudi mentali molto resistenti, così resistenti che persino Charles Xavier e Rachel Summers, due dei telepati più potenti in assoluto, non sono in grado di penetrare.

### Armatura di Eldritch
Più utilizza la propria stregoneria, più l'armatura ricopre parti del suo corpo. Con questa magica protezione, Illyana è capace di emulare la forza fisica e l'invulnerabilità del fratello.

### Spada dell'anima
È uno strumento dotato di un enorme potere magico, avente la capacità di distruggere magie, costrutti e creature formate da essa. Inoltre, aumenta i poteri magici di chi la impugna.

## Altre versioni

### Era di Apocalisse
In questa storyline, Illyana non fu mai rapita da Belasco, ma imprigionata all'interno di uno dei campi di concentramento che fornivano energia alla fortezza di Apocalisse. Colosso, Shadowcat e l'intero team di Generation NeXt perì nella battaglia, ma Illyana fu liberata ed aiutò Alfiere ad impedire che la realtà degenerasse in quel modo.

### Exiles
Una Illyana proveniente da Terra-4210 si unì agli Exiles dopo che i Guastatempo inviarono la mutante Blink nella sua realtà d'origine. La sua avventura con il gruppo di esuli durò abbastanza a lungo da far capire agli altri la sua vera e crudele natura, tanto che si alleò con il malvagio Hyperion quando si scoprì che soltanto sei persone, fra il loro gruppo e quello del malvagio, avrebbero potuto proseguire nel salto dimensionale. Durante questa breve alleanza, Illyana fu uccisa da Hyperion e tempo dopo inviata nella sua realtà d'origine dove i suoi genitori e Colosso la seppellirono.

### House of M
Nella realtà alterata da Scarlet, Illyana non fu davvero riportata in vita ma un suo costrutto, creato dai poteri della strega mutante, divenne membro dei Satiri, junior team dello S.H.I.E.L.D..
Poco prima che la realtà tornasse quella di prima il costrutto si teletrasportò nel Limbo e grazie a questo Belasco ha potuto riportarla in vita tramite i ricordi perduti di quelli che l'avevano incontrata durante la realtà alterata.

## Altri media

### Cinema
Nella serie di film X-Men, Magik è interpretata da Anya Taylor-Joy. Compare in:
- X-Men 2 (2003), in cui il suo nome appare sullo schermo di un computer.
- The New Mutants (2020)

### Televisione
- Illyana viene citata nell'episodio L'inarrestabile Fenomeno (The Unstoppable Juggernaut) della serie animata Insuperabili X-Men degli anni novanta, ma appare come personaggio fisico nell'episodio intitolato Alba rossa (Red Dawn). Curiosamente, differentemente dalla sua controparte cartacea, in questa sua apparizione Illyana sembra una normalissima ragazza umana dal momento che non esibisce alcun tipo di potere, né mutante né magico. Tuttavia nell'episodio Fuggitivi del tempo (Time Fugitives) la si vede come una dei numerosi mutanti infettati dal virus tecnoorganico di Apocalisse.
- Magik è solo menzionata nella serie animata X-Men: Evolution.
- Era previsto un suo utilizzo nella serie Wolverine e gli X-Men, ma la cosa non è andata in porto a causa della chiusura della serie nella prima stagione.

### Videogiochi
- Magik appare come personaggio giocabile in Marvel's Midnight Suns.
- Magik appare come personaggio giocabile in Marvel Rivals.